# Leuhong
Leuhong is een bestuurslaag in het regentschap Aceh Utara van de provincie Atjeh, Indonesië. Leuhong telt 372 inwoners (volkstelling 2010).